# الغزو الإيطالي لألبانيا
الغزو الإيطالي لألبانيا (من 7-12 أبريل عام 1939) هو حملة عسكرية مختصرة من قبل مملكة إيطاليا ضد مملكة ألبانيا. كان الصراع ناتجًا عن السياسات التوسعية للديكتاتور الإيطالي بينيتو موسوليني. احتُلت ألبانيا بسرعة، وأجبر حاكمها الملك زوغ الأول على الهروب إلى المنفى، وأصبحت ألبانيا جزءًا من الإمبراطورية الإيطالية بصفتها محمية في «الاتحاد الشخصي» مع التاج الإيطالي.

## خلفية تاريخية
اعتُبرت ألبانيا لوقت طويل ذات أهمية إستراتيجية للمملكة الإيطالية. رغب المخططون البحريون الإيطاليون بمرفأ فلوري وجزيرة سازان على مدخل خليج فلوري، إذ ستعطي السيطرة على الجزيرة والمرفأ تحكمًا إيطاليًا بمدخل البحر الأدرياتيكي. إضافةً لذلك، ستوفر ألبانيا لإيطاليا رأس جسر ساحلي في البلقان. في الفترة العثمانية ومع انحسار التركيز على الإسلام، اكتسبت الحركة الألبانية القومية دعمًا قويًا من قوتين في البحر الأدريتاكي هما الإمبراطورية النمساوية المجرية وإيطاليا اللتين كان يساورهما القلق حول القومية السلافية في الأجزاء الواسعة من البلقان والسيطرة الأنجلوفرنسية المزعومة والممثلة من خلال اليونان في المنطقة. قبل الحرب العالمية الأولى، كانت إيطاليا والإمبراطورية النمساوية المجرية داعمتين لإنشاء دولة ألبانية مستقلة. بعد اشتعال الحرب، استغلت إيطاليا الفرصة لاحتلال الجزء الجنوبي من ألبانيا، لتجنب وقوعها في أيدي النمساويين الهنغاريين. لم يدم هذا النجاح طويلًا، إذ أجبرت المقاومة الألبانية، خلال حرب فلوري والمشاكل الداخلية، إيطاليا على الانسحاب عام 1920. كانت الرغبة في التعويض عن هذا الفشل إحدى أكبر المحفزات لموسوليني باتخاذ قرار الغزو.
كانت ألبانيا ذات أهمية ثقافية وتاريخية للمساعي القومية لفاشيي إيطاليا، إذ كانت منطقة ألبانيا لوقت طويل جزءًا من الإمبراطورية الرومانية، حتى قبل ضم شمال إيطاليا من قبل الرومان. لاحقًا، خلال العصور الوسطى العليا، تأثرت بعض المناطق الساحلية (مثل دورازو) وامتُلكت من قبل قوى إيطالية خصوصًا مملكة نابولي وجمهورية فينيسيا لعدة سنوات. شرَّع النظام الإيطالي الفاشي مزاعمه بألبانيا عن طريق دراسات تدعي القرابة العرقية للألبان بالإيطاليين خصوصًا بشكل معاكس لليوغسلافيين السلافيين. زعم الفاشيون الإيطاليون أن الألبانيين يرتبطون بإرث عرقي بالإيطاليين بسبب ارتباطات بين سكان إيطاليا والرومان والإيليريون في فترة ما قبل التاريخ، وأن الأثر الكبير للإمبراطورية الرومانية والإمبراطورية الفينيسية على ألبانيا يُشرع حق إيطاليا بامتلاك ألبانيا.
عندما استولى موسوليني على السلطة في إيطاليا أعاد تجديد الاهتمام بألبانيا. بدأت إيطاليا باختراق الاقتصاد الألباني عام 1925 عندما وافقت ألبانيا على استغلال إيطاليا لمواردها المعدنية. تبع ذلك معاهدة تيرانا الأولى عام 1926 ومعاهدة تيرانا الثانية عام 1927 وفيها دخلت ألبانيا وإيطاليا في حلف دفاعي. بين أشياء أخرى، دُعمت الحكومة الألبانية والاقتصاد الألباني بقروض إيطالية، ولم يُدرب الجيش الملكي الألباني من قبل مدربين إيطاليين فقط بل إن معظم ضباط الجيش كانوا إيطاليين؛ وتبوء عدة إيطاليين مناصب رفيعة في الحكومة. كان ثلث واردات ألبانيا يأتي من إيطاليا.
بعيدًا عن التأثير الإيطالي الكبير، رفض الملك روغ الأول الرضوخ الكامل للضغط الإيطالي. في عام 1931 واجه الإيطاليين رافضًا تجديد معاهدة تيرانا الموقعة عام 1926. بعد توقيع ألبانيا اتفاقيات تجارية مع يوغسلافيا واليونان عام 1934، قام موسوليني بمحاولة فاشلة لتخويف الألبانيين من خلال إرسال أسطول من السفن الحربية إلى ألبانيا.
بعد ضم ألمانيا النازية للنمسا وتحركها ضد تشيكوسلوفاكيا، رأت إيطاليا نفسها تُصبح العضو الأقل في «ميثاق الصلب». هددت الولادة الوشيكة لطفل ملكي ألباني بإعطاء الملك زوغ الأول سلالة تخلفه. بعدما غزا هتلر تشيكوسلوفاكيا (15 آذار 1939) دون إعلام موسوليني مقدمًا، قرر الديكتاتور الإيطالي المضي قدمًا بقراره ضم ألبانيا. انتقد الملك الإيطالي فيكتور إيمانويل الثالث الخطة بصفتها خطرًا غير ضروري وذات منفعة ضئيلة. ومع ذلك، سلمت روما في الخامس والعشرين من مارس عام 1939 تيرانا إنذارًا تطالبها بالقبول باحتلال إيطاليا لألبانيا. رفض زوغ قبول المال مقابل السماح بالاستيلاء والاستعمار الإيطالي الكامل لألبانيا.
حاولت الحكومة الألبانية التكتم على الإنذار الإيطالي. بينما بثت إذاعة تيرانا باستمرار أن لا شيء يحدث، ساور الشعب الشك؛ وانتشرت أخبار الإنذار الإيطالي من مصادر غير رسمية. في الخامس من أبريل وُلد ابن الملك وأعلِن الخبر من خلال طلقات المدافع. خرج الناس إلى الشوارع مذعورين إلا أن أخبار الأمير المولود هدأت من روعهم. كان الشعب متشككًا أن شيئًا آخر يحدث، ما أدى إلى مظاهرات مناهضة للإيطاليين جابت شوارع تيرانا. في السادس من أبريل انطلقت مظاهرات عدة في عدة مدن رئيسية. في عصر اليوم ذاته، حلقت مئة طائرة إيطالية فوق تيرانا ودوريس وفلوري مُسقطةً منشوارت تحث الناس على الاستسلام للاحتلال الإيطالي. غضب الشعب من مظهر القوة ذاك ودعوا الحكومة للمقاومة وإطلاق سراح الألبانيين المحتجزين بتهمة الشيوعية. صدحت حناجر المتظاهرين بهتاف: «أعطونا السلاح! نحن نُباع! نحن نتعرض للخيانة!». بينما أطلِق استدعاء للاحتياط، غادر العديد من الضباط ذوي الرتب العالية البلاد. وكانت الحكومة تضمحل أيضًا. غادر وزير الداخلية موسى جوكا البلاد في ذات اليوم متوجهًا إلى يوغسلافيا. بينما أعلن الملك زوغ لشعبه أنه سيقاوم الاحتلال الإيطالي، شعر الشعب الألباني أن حكومته تخلت عنه.

## الغزو

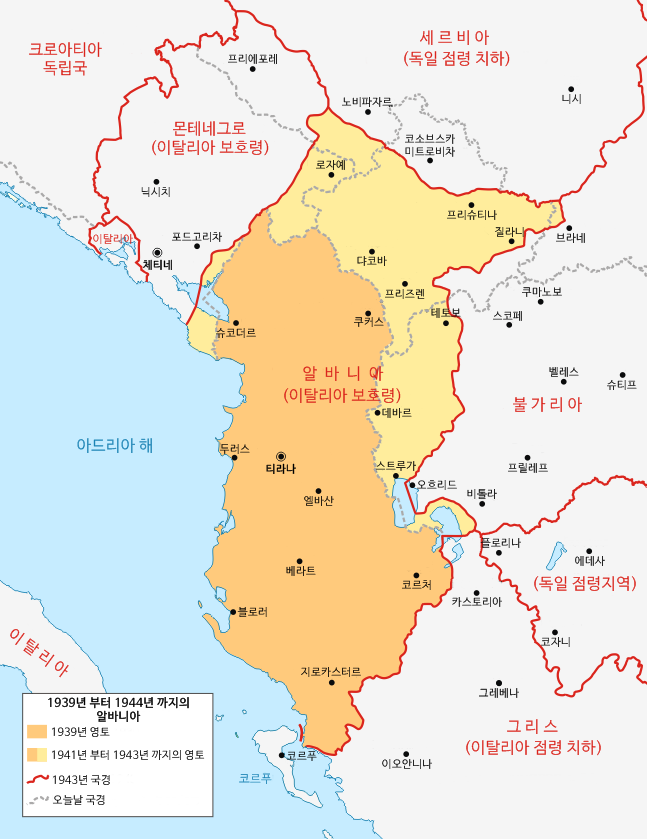
خريطة ألبانيا خلال الحرب العالمية الثانية

استدعت خطة الغزو الإيطالي خمسين ألف رجل مدعومين بإحدى وخمسين وحدة بحرية وأربعمئة طائرة. كبرت قوة الغزو إلى مئة ألف رجل مدعومين بستمئة طائرة ولكن 22 ألف رجل فقط اشتركوا في الغزو. في السابع من أبريل غزت قوات موسوليني بقيادة الجنرال ألفريدو غوزوني ألبانيا مهاجمةً كل المرافئ الألبانية بوقت واحد. تألفت القوة البحرية الإيطالية المشاركة في الغزو من السفن الحربية يوليوس قيصر وكونت كافور وثلاث طرادات ثقيلة وثلاث طرادات خفيفة وتسع مدمرات وأربعة عشر قارب طوربيد وزارعة ألغام وعشر سفن مساعدة وتسع سفن نقل. قُسمت السفن إلى أربع مجموعات تولت مهمة الرسو في فلوري ودوريس وشينغين وساراندي بما في ذلك المقاطعات المتنازل عنها لرومانيا عام 1934. ومع ذلك، لم يُنشر الجيش الروماني الملكي في المنطقة وغُزي من قبل إيطاليا، إلى جانب ألبانيا، أثناء الغزو.
على الطرف الآخر، امتلك الجيش الألباني العادي 15 ألف من القوات قليلة التجهيز التي دربها ضباط إيطاليون. كانت خطة الملك زوغ زيادة المقاومة في الجبال وترك المدن والمرافئ دون دفاع إلا أن العملاء الإيطاليين المزروعين في ألبانيا بصفتهم مدرسين عسكريين خربوا تلك الخطة. اكتشف الألبانيون أن قطع المدفعية عُطلت ولم يكن هناك أي ذخيرة. نتيجةّ لذلك، قُدمت أكبر أشكال المقاومة من الجندرما الألبانية الملكية ومجموعات صغيرة من الوطنيين.
في دوريس، حاولت قوة مؤلفة من 500 ألباني، تتضمن الجندرما والمتطوعين المسلحين يقودهم الرائد آباز كوبي (قائد الجندرما في دوريس) والرقيب البحري موجو أولكيناكو، وقف التقدم الإيطالي. مجهزين بأسلحة صغيرة وثلاثة رشاشات آلية ومدعومين ببطارية ساحلية، قاوم المدافعون لعدة ساعات قبل أن يُهزموا بمساعدة نيران البحرية. تألفت البحرية الملكية الألبانية المتمركزة في دوريس من أربعة زوارق دورية (مجهز كل واحد منها برشاش آلي) وبطارية ساحلية فيها أربعة رشاشات من عيار 75 ميلليمتر، شاركت تلك البطارية في القتال. استخدم موجو أولكيناكو، قائد الزورق الدوري تيراني، رشاشه الآلي لقتل وجرح عدد من القوات الإيطالية قبل أن يُقتل بقذيفة مدفعية أطلقتها سفينة حربية إيطالية. في نهاية المطاف، أنزِل عدد من الدبابات الخفيفة من السفن الإيطالية. بعد ذلك، بدأت المقاومة تنهار وخلال خمس ساعات استولت القوات الإيطالية على المدينة.
في الساعة الواحدة والنصف من ظهر ذلك اليوم كانت كل المرافئ الألبانية في قبضة القوات الإيطالية. في ذات اليوم، هرب الملك زوغ وزوجته الملكة جيرالدين أبوني وطفلهما الرضيع ليكا إلى اليونان آخذين معهم جزءًا من احتياط الذهب الألباني الموجود في البنك المركزي. بعد سماع ذلك الخبر، هاجم حشد غاضب السجون إذ حرروا السجناء ونهبوا مسكن الملك. في التاسعة والنصف من صباح الثامن من أبريل، دخلت القوات الإيطالية العاصمة تيرانا واستولت على كل المباني الحكومية. زحفت طوابير الجنود الإيطاليين إلى شكودير وفير وإلباسان. استسلمت شكودير في المساء بعد 12 ساعة من القتال. ومع ذلك، رفض ضابطان يحرسان قلعة روزافا أمر وقف إطلاق النار وتابعا القتال حتى نفدت منهما الذخيرة. أدت القوات الإيطالية تحية للقوات الألبانية في شكودير التي أوقفت تقدمها ليوم كامل. خلال التقدم الإيطالي في شكودير، حاصر حشد السجن وحرر 200 سجين.
يُعد رقم الضحايا الإيطاليين متنازعًا عليه، إذ يقول التقرير العسكري الإيطالي إن 25 جنديًا إيطاليًا قُتل وجُرح 97 في شكودير، بينما يدعي سكان المنطقة أن 400 جندي لقوا حتفهم. قُدر عدد الضحايا الألبان بمئة وستين قتيلًا وبضعة مئات من الجرحى.
في الثاني عشر من أبريل، صوت البرلمان الألباني على عزل زوغ والاتحاد مع إيطاليا في اتحاد شخصي من خلال عرض العرش الألباني على الملك الإيطالي فيكتور إيمانويل الثالث. انتخب البرلمان الألباني أكبر مالك للأراضي في ألبانيا شيفكيت فيلارسي رئيسًا للوزراء. تولى فيلارسي قيادة الدولة لفترة مؤقتة وصلت لخمسة أيام حتى قَبِل الملك الإيطالي فيكتور إيمانويل الثالث رسميًا العرش الألباني في مراسم أقيمت في قصر كيرينالي في روما. عيّن فيكتور إيمانويل الثالث فرانشيسكو جاكوموني دي سان سيفانو السفير السابق في ألبانيا لتمثيله في ألبانيا بصفته فريق الملك (بشكل فعال كان نائب للملك).
بشكل عام، افتقر الغزو الإيطالي للتخطيط ونُفذ بشكل سيئ ونجح لسبب واحد أن المقاومة الألبانية كانت أسوأ من القوات الإيطالية. علق فيليبو أفونسو كبير مساعدي الكونت شيانو بسخرية: «لو كان الألبان يمتلكون فوجًا ناريًا مسلحًا بشكل جيد لألقوا بنا في البحر الأدريتاكي».